# كينجي يامادا
كينجي يامادا (باليابانية: 山田賢二؛ بالكانا: ヤマダ ケンジ) هو لاعب كرة قدم ياباني في مركز حراسة المرمى، ولد في 15 مارس 1989 في أوبيهيرو في اليابان. لعب مع Vanraure Hachinohe ‏.

## وصلات خارجية
- كينجي يامادا على موقع رابطة كرة القدم اليابانية للمحترفين (اليابانية)
- كينجي يامادا على موقع قاعدة بيانات كرة القدم.إي يو (الإنجليزية)
- كينجي يامادا على موقع Soccerway.com (الإنجليزية)